# Ignorance
Ignorance az elsőként kiadott dal (kislemez) a Paramore együttes harmadik, Brand New Eyes című albumáról.
A dal először digitális letöltés formájában jelent meg, 2009. július 7-én.
A dalból készült videóklipet 2009. július 23-án vették fel, rendezője Honey.

A videóklip 2009. augusztus 13-án debütált az MTV-n világszerte.

## Az együttes
- Hayley Williams - Ének, vokál, szintetizátor
- Josh Farro - Gitár, vokál
- Jeremy Davis - Basszusgitár
- Zac Farro - Dob
- Taylor York - Ritmusgitár